# Vale do Seixo
Vale do Seixo ist ein Ort und eine ehemalige Gemeinde (Freguesia) im portugiesischen Kreis Trancoso. Die Gemeinde hatte 140 Einwohner (Stand 30. Juni 2011).
Am 29. September 2013 wurden die Gemeinden Vale do Seixo und Vila Garcia zur neuen Gemeinde União das Freguesias de Vale do Seixo e Vila Garcia zusammengeschlossen. Vale do Seixo ist Sitz dieser neu gebildeten Gemeinde.